# Tamara Zidanšek
Tamara Zidanšek (født 26. december 1997 i Postojna, Slovenien) er en professionel tennisspiller fra Slovenien.